# 凯蒂·萨德利尔
凯蒂·萨德利尔（英語：Katie Sadleir，1964年8月14日—），新西兰花样游泳运动员。她曾代表新西兰参加1986年英联邦运动会花样游泳比赛，获得一枚铜牌。她也曾参加1984年夏季奥林匹克运动会。